# Noor Shaker
Noor Shaker (em árabe: نور شاكر) é uma empresária síria e cientista da computação que co-fundou a Glamorous AI, inteligência artificial para a descoberta de drogas, adquirida pela empresa americana X-Chem em 2021. Ela também fundou a startup de descoberta de medicamentos GTN Ltd, que entrou em liquidação em 2020. Em 2018, ela recebeu o prêmio CogX UK Rising Star da primeira-ministra Theresa May por "tecnologia de inteligência artificial que transformará a descoberta de medicamentos para tratar doenças crônicas".

## Carreira
Noor Shaker formou-se em ciência da computação na Universidade de Damasco, capital da Síria, especializando-se desde cedo em estudos de inteligência artificial (AI). Seu trabalho incluiu o desenvolvimento da incorporação do árabe na Linguagem de Marcação de Síntese de Fala para software de conversão de voz em texto. Ela se mudou para a Bélgica para fazer mestrado na Universidade Católica de Leuven, na cidade de Lovaina, com especialização em inteligência artificial. Em 2009, ela se mudou para a Dinamarca para fazer doutorado e continuar como pós-doutora em aprendizado de máquina, na Universidade de Tecnologia da Informação de Copenhague. Ela permaneceu em Copenhague por vários anos, sendo nomeada professora assistente na Universidade de Aalborg, em 2016. Sua pesquisa se concentrou no uso de aprendizado de máquina em computação afetiva e videogames. Isso se estendeu à co-organização de competições para produzir IAs que poderiam lidar com videogames ou gerar novos níveis para se adequar ao usuário, principalmente usando o Super Mario. Durante sua carreira docente, ela co-escreveu um livro intitulado "Geração de conteúdo processual em jogos" e escreveu mais de trinta publicações acadêmicas.
Em 2017, Noor Shaker co-fundou a GTN Ltd (Generative Tensorial Networks ou Redes Tensoriais Generativas, em tradução livre), uma startup com o objetivo de combinar computação quântica e IA para descoberta de medicamentos. Noor Shaker deixou o cargo de diretora executiva da empresa em agosto de 2019. A empresa entrou em liquidação em março de 2020. A empresa pretendia combinar técnicas de aprendizado de máquina e simulações de física quântica para prever melhores terapias para uso médico. A combinação de inteligência artificial com modelos quânticos de estruturas moleculares publicadas pode ser um método novo e eficaz para prever parceiros de ligação para reguladores de doenças.
Em 2020, ela iniciou seu terceiro empreendimento, a start-up Glamorous AI, com sede em Londres, na Inglaterra. A empresa é uma continuação da jornada que ela iniciou anteriormente com o objetivo de desenvolver soluções inovadoras na descoberta de medicamentos. A empresa visa integrar o conhecimento químico de especialistas com aprendizagem de máquina avançada para permitir a descoberta rápida de novas entidades químicas com as propriedades desejadas. Noor Shaker e Glamorous AI estabeleceram relacionamentos dentro da academia, como a Universidade de Cardife, localizada em Cardívio, no País de Gales, Reino Unido, para descobrir possíveis medicamentos para COVID-19 usando a plataforma da Glamorous AI, RosalindAI. Em novembro de 2021, a GlamorousAI foi adquirida pela empresa americana X-Chem por um valor não revelado para trazer recursos de IA para a descoberta de medicamentos pré-clínicos. Noor Shaker atualmente atua como vice-presidente sênior e gerente geral do escritório da X-Chem em Londres. Noor Shaker está atuando como membro do painel consultivo de Inteligência Artificial e Informática no Rosalind Franklin Institute.
Ela recebeu vários elogios, incluindo ser nomeada uma das 100 maiores estrelas asiáticas no UK Tech 2021. Uma das 100 mulheres da BBC em 2019. A'Rising Star' entre os 50 Movers and Noor Shakers in BioBusiness da lista de 2018 da BioBeat. Representando a GTN, em 2018, ela recebeu o prêmio CogX UK Rising Star por suas técnicas inovadoras de IA para descoberta de medicamentos e sucesso na obtenção de financiamento inicial e colaborações de prestígio.
Noor Shaker costuma ser palestrante em eventos de IA (incluindo aqueles voltados para mulheres na indústria) e preside o Instituto de Inteligência Computacional de Engenheiros Elétricos e Eletrônicos: Comitê Técnico de Jogos.

## Prêmios e honras
- 2013 - IEEE Transactions on Computational Intelligence and AI in Games Outstanding Paper Award por 'Crowd-sourcing the Aesthetics off Platform Games'.[19][20]
- 2018 - Inovadores com menos de 35 anos pela MIT Technology Review.[21]
- 2018: 50 Movers and Shakers em BioBusiness por BioBeat.[15]
- 2018: Rising Star por CogX.[16]
- 2019: BBC 100 Mulheres.[14]
- 2021: Top 100 estrelas asiáticas no UK Tech 2021.[13]